# 寺尾城 (川崎市)
寺尾城（てらおじょう）または菅寺尾城（すげてらおじょう）は、神奈川県川崎市多摩区菅馬場2丁目30付近にあった日本の城（山城）。

## 概要
多摩区菅馬場2丁目30付近、現在「菅馬場谷森林保存地区」となっている、北の多摩川沖積地に突き出す舌状台地末端部に遺構を残している。
城主は寺尾若狭守と伝えられ、後北条氏に仕えて以降、諏訪氏を名乗ったと言う。
資料に乏しく築造年代や寺尾氏についても不明な点が多いが、立地的な検討から同じ川崎市内の小沢城と枡形山城を結ぶ「伝えの城」ではないかと推論されている。遺構として空堀が残存する。

### 名称について
寺尾城と呼称されているが、南東の横浜市鶴見区馬場3丁目には同じく諏訪氏が城主を務めたという「寺尾城」が存在し、混同を避けるため「菅寺尾城（すげてらおじょう）」と読み分けられることがある。なお、大類伸監修『日本城郭全集』第4集では、本項の城を「寺尾城」、鶴見区所在の城を「馬場城」として掲載している。